# Nishiki
Nishiki (錦町, Nishiki-machi) est un bourg du district de Kuma, dans la préfecture de Kumamoto, au Japon.

## Géographie

### Démographie
Au 1er mai 2015, la population de Nishiki s'élevait à 10 713 habitants répartis sur une superficie de 85,04 km2.